# X-Tasy
X-Tasy – druga EP niemieckiego rapera B-Tight, płyta miała być najpierw oficjalnym albumem, lecz raper uznał, że będzie ona zapowiedzią Neger Neger. Album promował utwór X-Tasy z gościnnym udziałem Frauenarzt, klip jednak nie był wyświetlany w żadnej stacji telewizyjnej z powodu demoralizującego tekstu, oraz teledysku.   

## Lista utworów
1. Intro – 1:40
2. X-Tasy (feat. Frauenarzt) – 3:40
3. Aggro Gesicht – 3:05
4. Der Tag danach – 3:49
5. Goldstück (Skit) – 0:36
6. Goldstück – 3:23
7. Fickparade (Part 2) (feat. MOK) – 2:22
8. Helden (Skit) – 0:27
9. Ghetto Bitch – 2:56
10. Bitches – 2:28
11. Durch die Wand – 3:29
12. Outro – 1:58